# 太陽/water
「太陽/water」（たいよう／ウォーター）は、2006年7月に発売されたnothingmanの1枚目のデモ。

## 概要
- デモCDであり、ライブ会場限定で無料配布された。
- 現在は廃盤となっている[1]。

## 収録曲
1. 太陽
2. water

## 収録アルバム
- twilight（#1,2）